# Sensurround
Sensurround è il nome commerciale di un processo sviluppato da Cerwin-Vega in collaborazione con Universal Studios per migliorare l'esperienza audio durante le proiezioni dei film, in particolare per il film Terremoto del 1974. Il processo era destinato ad un uso successivo ed è stato adottato per altri quattro film, La battaglia di Midway (1976), Rollercoaster - Il grande brivido (1977), la versione teatrale di Battaglie nella galassia (1978), l'episodio pilota di Battlestar Galactica, nonché il film Galactica - L'attacco dei Cylon (1979). Sensurround ha funzionato aggiungendo bassi a gamma estesa per effetti sonori. I suoni a bassa frequenza erano più sentiti che uditi, fornendo un vivido complemento alle rappresentazioni sullo schermo di tremori della terra, formazioni di bombardieri e passeggiate nel parco di divertimenti. La tendenza generale verso le strutture cinematografiche "Multiplex" ha presentato sfide che hanno reso Sensurround poco pratico come elemento permanente del cinema.
Sensurround ha contribuito a rendere più ampio il riconoscimento al noto produttore di altoparlanti Cerwin-Vega, e ha contribuito a stabilire una solida reputazione per la nuova società di amplificatori audio BGW Systems. La maggiore consapevolezza della riproduzione sonora estesa a bassa frequenza che Sensurround ha portato al pubblico cinematografico ha contribuito all'aumento delle vendite di subwoofer e all'aumento del numero di progetti di subwoofer alla fine degli anni '70 e '80.

## Sviluppo

### Design originale
Sensurround ha comportato l'installazione di altoparlanti di grandi dimensioni, a bassa frequenza e caricati a tromba, che contenevano driver Cerwin-Vega modello 189 ES da 18 pollici appositamente progettati in armadi in legno nero personalizzati. Erano disponibili tre configurazioni di tromba, Model-C (Corner), Model-W (Bass Bass piegato) e Model-M (Modular). Le trombe Model-C e -M richiedevano il raggruppamento in gruppi di quattro, aumentando le dimensioni effettive della bocca del corno per raggiungere l'obiettivo di bassa frequenza. Sono venuti con speciali estensori usati per allargare la bocca delle corna e sfruttare le pareti del teatro per aumentare ulteriormente l'estensione delle basse frequenze. Il corno Model-M aveva un "Mouth-Extender" dedicato disponibile quando veniva usato nella parte anteriore del teatro. Mentre l'installazione era personalizzata e variava in ogni teatro, le corna Sensurround erano in genere posizionate sotto lo schermo di fronte e negli angoli posteriori del teatro. Spesso, le file o le sezioni dei sedili dovevano essere rimosse per fare spazio alle grandi corna Sensurround. Nei grandi teatri, si possono usare fino a 20 corni singoli insieme ad ali di pipistrello e estensori della bocca personalizzati.
Il design originale Sensurround utilizzato per Earthquake utilizzava un generatore di rumore pseudocasuale, progettato da D. Broadus "Don" Keele, Jr., per creare il rombo a bassa frequenza, usando come riferimento le registrazioni del terremoto di Sylmar del 1971. Due toni di controllo a bassa frequenza sono stati stampati sulla traccia mono ottica o magnetica del film; dal proiettore, i toni sono entrati in una scatola di controllo nella cabina di proiezione, che ha alimentato il rumore pseudocasuale a bassa frequenza a 1.600 watt BGW 750 amplificatori audio alla guida degli altoparlanti. La centralina ha generato un segnale di rumore pseudocasuale con energia tra 17 e 120 Hz. È stato utilizzato il metodo della traccia di controllo perché non era possibile registrare con precisione bassi inferiori a 40 Hz su una colonna sonora di pellicola ottica o magnetica al momento. Alla ricezione del segnale di rumore, l'amplificatore e i subwoofer hanno risposto con pressioni del suono comprese tra 100 dB a 120 dB. Il rombo risultante potrebbe essere sentito dai membri del pubblico e ascoltato.
Per il film Earthquake, Sensurround è stato attivato durante le scene del terremoto per aumentare la colonna sonora convenzionale. Inoltre, parti della colonna sonora principale sono state reindirizzate alle trombe Sensurround per creare un effetto sonoro surround parziale. I toni di controllo registrati sulla traccia ottica o magnetica del film hanno innescato il rombo o gli effetti sonori surround, nonché il controllo del loro volume e la fusione generale della colonna sonora principale e degli effetti di rumore a bassa frequenza. Due toni di 25 Hz e 35 Hz sono stati utilizzati questi due toni che consentivano di attivare diversi effetti quando desiderato: il rombo poteva essere attivato o disattivato nelle trombe Sensurround, la colonna sonora principale poteva essere inviata alle trombe Sensurround, il livello sia del rombo che della colonna sonora in arrivo dalle trombe potrebbe essere variato variando il livello dei toni di controllo e il sistema audio principale del teatro potrebbe essere aumentato di livello fino a 8 dB in determinati punti per creare un intervallo dinamico maggiore (MCA ha chiamato questa funzione "Step-Gain").
Per la versione originale di Sensurround, le stampe erano disponibili nei seguenti formati:
- Magnetico a 4 tracce da 35 mm con traccia ottica (magoptical): questo tipo di stampa Sensurround non era utilizzabile come stampa ottica mono. A differenza delle stampe magoptiche standard, in cui la traccia ottica era una versione mono delle tracce stereo magnetiche, la traccia ottica sulle stampe Sensurround magnetiche conteneva solo i toni di controllo. Se riprodotto come una stampa ottica standard, solo il 25 Hz e 35 Hz si udiranno i toni di controllo. Per controllare il sistema Sensurround e i suoi livelli di volume, i toni di controllo registrati sulla traccia ottica variavano da −14 a −6 dB sotto la modulazione del 100% e l'attivazione del sistema Sensurround si sono verificati a -16 dB. Per i suoni del programma applicati alle trombe Sensurround, è stata utilizzata la Track-2 (Center Front), con il suo livello e il timing controllati dal tono di controllo a 25 Hz. Per la riproduzione magnetica in mono, Track-2 (Center Front) potrebbe essere usato perché Earthquake è stato miscelato con dialoghi mono, a differenza della maggior parte dei film stereo fino a quel momento. Per i teatri equipaggiati con 4 tracce che volevano eseguire Earthquake senza Sensurround, lo standard il segnale di commutazione CinemaScope a 12 kHz è stato registrato su Track-4 (surround). Poiché all'epoca non veniva utilizzato alcun sistema di riduzione del rumore sulle stampe magnetiche ed a causa delle minori prestazioni tecniche della traccia magnetica dei canali surround, questo sistema di commutazione è stato implementato da 20th Century Fox durante lo sviluppo di CinemaScope per ridurre il sibilo e il rumore del sistema udito dal altoparlanti surround. Per eseguire Earthquake negli Stati Uniti, i diffusori surround sono stati scollegati e il sistema Sensurround stata invocata per produrre tutti gli effetti surround; la Track-4 non è stata utilizzata né collegata al Sensurround Integrator. In Europa, la traccia surround è stata utilizzata normalmente, essendo controllata dall'integratore Sensurround come gli altri canali magnetici.
- 35mm Mono Optical: erano stampe a doppio scopo e potevano essere utilizzate con o senza Sensurround. La traccia ottica era un mix composito del programma e dei toni di controllo ed era compatibile con qualsiasi sistema di riproduzione ottica. Tutti i mix mono della colonna sonora di Earthquake contengono i toni di controllo. Per controllare il sistema Sensurround e i suoi livelli di volume, i toni di controllo registrati sulla traccia ottica variavano da -28 dB a −20 dB sotto la modulazione del 100%. L'attivazione del sistema Sensurround è avvenuta a -30 dB. Per i suoni del programma applicati ai Sensurround Horns, è stata utilizzata la colonna sonora mono composita, con il suo volume e i tempi regolati dal tono di controllo a 25 Hz.
- Stereo magnetico a 6 tracce da 70 mm: i toni di controllo Sensurround sono stati registrati sulle tracce 2 e 4 e sono 100 Hz invece di 25 Hz e 35 Hz. Questo perché il sistema magnetico non era in grado di riprodurre in modo affidabile i toni di controllo a frequenza molto bassa. Il tono 100 Hz su Track-2 controlla gli effetti del programma applicati a Sensurround Horns e il tono 100 Hz su Track-4 controlla l'effetto rombo applicato alle trombe Sensurround. Come gli altri sistemi, il livello dei toni 100 Hz variano i livelli applicati alle trombe Sensurround e quando sono presenti entrambi i toni di controllo, la funzione Step / Hi-Gain è attivata per aumentare la gamma dinamica del programma principale di 8 dB. Track-3 (Center Front) viene applicato al sistema Sensurround per i suoni del programma. Nessun altro segnale è registrato sulle tracce 2 e 4. Le stampe Sensurround da 70 mm sono state emesse SOLO al di fuori degli Stati Uniti. Inoltre, Earthquake è stato l'unico film Sensurround registrato in stereo o prodotto con stampe da 70 mm. Tutti gli altri film Sensurround erano ottici mono 35 mm nel formato Sensurround Mod-II o Mod-III.

### Sensurround Mod-II
Ancor prima che Earthquake finisse la sua corsa teatrale, MCA iniziò un programma per riprogettare il sistema Sensurround per consentire la registrazione dei bassi profondi su una colonna sonora ottica standard da 35 mm, senza che fosse necessario un generatore di rumori esterni, oltre a migliorare la fedeltà e il generale effetto e semplificare il sistema. Inoltre, è stata incorporata la riduzione del rumore dbx Tipo II per aumentare la gamma dinamica e ridurre il rumore udibile creato dal processo ottico. L'MCA ha anche cambiato il modo in cui venivano utilizzati i toni di controllo, consentendo alle trombe Sensurround nella parte anteriore e posteriore del teatro di essere controllate in modo indipendente. Ciò ha consentito effetti più creativi, come un suono che viene proiettato dalla parte anteriore a quella posteriore del teatro. La riprogettazione del sistema è stata importante per MCA perché ci sono stati momenti durante le sequenze di dialoghi in cui i mixer del suono volevano che i Sensurround funzionassero, ma non volevano che i dialoghi si spostassero sul retro del teatro. Avere il controllo separato dei gruppi anteriore e posteriore delle corna Sensurround ha permesso questo. I driver nelle trombe Sensurround sono stati migliorati per estendere più in alto la loro risposta in frequenza in modo da poter riprodurre le note basse nella musica, consentendo così ai mixer audio di incorporare la musica nel sistema Sensurround (questo è stato usato con buoni risultati in Montagne russe). I progressi di RCA in la registrazione ottica della colonna sonora ha portato gli ingegneri MCA a rendersi conto che una traccia ottica poteva registrare e riprodurre in modo affidabile bassi fino a 10 Hz. Inoltre, la rimozione dell'equalizzazione dell'Accademia consentirebbe di estendere la risposta delle alte frequenze verso l'alto di un'ottava aggiuntiva. L'aggiunta della riduzione del rumore dbx Tipo II e il conseguente aumento della gamma dinamica utile hanno creato un suono ad alta fedeltà da una stampa ottica convenzionale. MCA ha chiamato questa reingegnerizzazione del sistema "Sensurround Mod-II" e il nome commerciale del sistema è stato cambiato da "Sensurround" a "Sensurround Special Effects System".
A differenza della versione originale di Sensurround, Mod-II (e successivamente, Mod-III) erano solo per l'uso con colonne sonore mono ottiche. Grazie all'uso della riduzione del rumore dbx di tipo II, MCA ha eliminato il filtro Academy standard utilizzato tradizionalmente sulle stampe ottiche, offrendo così a Sensurround una risposta in frequenza aumentata da 16 Hz a 16 kHz e una gamma dinamica di 86 dB, superiore a stampe magnetiche da 70 mm del tempo. Ha anche permesso a una traccia ottica mono di avere effetti sonori surround e MCA ha iniziato a commercializzare il sistema ad altri studi e produttori come un sistema audio ad alta fedeltà e effetti speciali. L'ottica Dolby Stereo stava appena iniziando a farsi conoscere nel settore e MCA sentiva di avere un formato concorrenziale praticabile. Mentre la Warner Bros. e la Paramount hanno preso seriamente in considerazione l'adozione del sistema, alla fine solo gli Universal Studios hanno mai distribuito film usando il processo. Sia la Warner che la Paramount hanno successivamente brevettato i propri sistemi di "effetti speciali" per creare effetti di tipo Sensurround.

### Sensurround Mod-III
Mod-III Sensurround è stato un ulteriore perfezionamento del sistema per consentire un maggiore controllo su livello, timbro e posizionamento degli effetti. Invece di un semplice rombo ad ampio raggio che poteva essere sentito e udito, Mod-III utilizzava effetti a bassa frequenza estesa a banda più stretta nella gamma 16–25 Hz, oltre ai suoni del programma ad alta frequenza e all'effetto audio surround. Pertanto, le scene potrebbero avere dialoghi e altro audio a livelli standard, oltre all'effetto del movimento dal rombo infrasonico, creando sensazioni che non erano state possibili nei precedenti film di Sensurround. Mod-III Sensurround è stato utilizzato in Battlestar Galactica nel 1978.
Sensurround era un sistema audio teatrale di grande successo. Nel 1976, quando Midway aprì, negli Stati Uniti c'erano oltre 800 teatri con capacità Sensurround. Nel mondo c'erano oltre 2000 teatri Sensurround. Durante la progettazione iniziale del sistema MCA ha pensato che sarebbe stato installato in un numero limitato di teatri negli Stati Uniti - forse 30 in tutto - e che i teatri più piccoli, o i teatri nelle piccole città, non avrebbero voluto preoccuparsi dell'installazione o della perdita della capienza richiesta dalle grandi corna Sensurround. Ciò è stato rapidamente smentito: Earthquake è stato presentato per la prima volta con 17 installazioni di Sensurround e alla fine della sua corsa oltre 400 teatri avevano mostrato il film a Sensurround. A metà strada aperto con 300 teatri dotati di Sensurround. Inizialmente, MCA ha noleggiato Sensurround ai cinema solo per un costo di $ 500 a settimana, ma con l'apertura di Midway, i teatri sono stati in grado di acquistare i sistemi e MCA aveva iniziato a spedire le corna Model-M ai cinema non assemblati. I proprietari di teatri hanno anche avuto la possibilità di acquistare solo i driver Cerwin-Vega e i modelli di cabinet in corno, acquistare il legno e realizzare gli stessi armadi in corno. MCA ha apportato queste modifiche a causa del successo del sistema e perché i costi di spedizione delle pesanti trombe Sensurround stavano diventando molto costosi.
Nel corso della storia del programma Sensurround, i servizi tecnici RCA hanno eseguito l'installazione e la manutenzione del teatro. Se erano necessarie riparazioni o sostituzioni, i tecnici RCA hanno contattato i sistemi MCA per ordinare le parti necessarie. Poiché i toni di controllo sono stati utilizzati per attivare le trombe Sensurround, i cinema non potevano generalmente utilizzare il sistema con i loro film standard a meno che non fosse stato effettuato un ricablaggio.

## Storia

### Premi
Nel 1974, Waldon O. Watson, Richard J. Stumpf, Robert J. Leonard e il dipartimento sonoro degli Universal City Studios ricevettero uno speciale premio Academy and Engineering Academy per "lo sviluppo e l'ingegneria del sistema Sensurround per la presentazione di film". Il film Earthquake ha anche vinto un Oscar per il miglior suono (Ronald Pierce, Melvin M. Metcalfe Sr.).
Nel 1976, all'MCA fu concesso il brevetto U.S. 3.973.839 per il sistema Sensurround.

### Svantaggi
I relatori Sensurround hanno sostenuto spese per i proprietari di teatri. Il noleggio di altoparlanti costava $ 500 al mese nel 1974 e la loro installazione prevedeva la rimozione di alcuni posti. La spesa aggiuntiva era commercialmente giustificabile a condizione che sembrasse offrire un vantaggio nel disegnare il pubblico.
Sensurround ha trasformato Earthquake in un popolare film "evento" nel 1974 e uno dei film con il maggior incasso dell'anno. Sensurround presentava sfide pratiche, tuttavia, nei cinema multisala in cui spazi teatrali separati condividevano pareti. Il pubblico de The Godfather Part II, che ha debuttato lo stesso mese (novembre 1974) di Earthquake, si è spesso lamentato con i responsabili del teatro dell'effetto Sensurround quando Earthquake è stato proiettato in un teatro adiacente. Le vibrazioni a bassa frequenza scuotevano anche piastrelle e intonaco, causando danni in alcuni luoghi; fu installata una rete di sicurezza al Mann's Chinese Theatre di Hollywood per catturare pezzi di gesso erranti che cadevano dal soffitto. Quando Earthquake è stato proiettato a Chicago, il capo del Dipartimento per l'edilizia e la sicurezza di Chicago ha chiesto che il sistema fosse spento o rimosso per prevenire danni ai teatri della città. In Germania, i film Sensurround potevano essere proiettati solo in case a schermo singolo. I film Sensurround successivi, come Midway, tendevano anche a recitare nei cinema a schermo singolo.
Il successo di Star Wars su montagne russe a metà del 1977 dimostrò agli operatori teatrali i limiti di Sensurround come garante dell'attrazione del pubblico. Battlestar Galactica: Saga of a Star World (1978) e Mission Galactica: The Cylon Attack (1979) hanno segnato gli archi finali di Sensurround.

### Processi concorrenti
Il successo di Sensurround come effetto ha portato gli studi rivali a sviluppare i propri miglioramenti audio. 20th Century Fox ha pubblicato Damnation Alley (1977) in Sound 360 e Warner Brothers ha impiegato il processo Megasound per Altered States (1980), Outland (1981), Wolfen (1981) e Superman II (1981).

## Riferimenti culturali
Nel loro album del 1977 Never Mind the Bollocks, Here's the Sex Pistols, il gruppo punk rock che i Sex Pistols hanno fatto riferimento a Sensurround nella loro canzone "Holidays in the Sun" nell'apertura del secondo verso ("È nel suono Sensurround in una parete di due pollici, Stavo aspettando la chiamata comunista").
La rock band gotica inglese The Sisters of Mercy fa riferimento a Sensurround nella canzone "Body Electric" del loro EP Body and Soul del 1984. ("Attraverso i cavi e il sottosuolo ora I senza fiato chiamano senza fiato, Questo è Babele, Sensurround ora, Questo posto è la morte con i muri").
La band pop / rock alternativa They Might Be Giants ha pubblicato una canzone intitolata "Sensurround" che è stata incorporata nella colonna sonora di Mighty Morphin Power Rangers: The Movie e (in una registrazione diversa, più veloce) il loro EP SEXXY . La canzone fa diversi riferimenti all'innovazione, specialmente se usata in Earthquake.
Un primo fumetto di Foxtrot vede Jason presentare il suo film sui dinosauri in Sensurround.
Nel film del 1993 Matinee, Mant!, Il film-in-un-film di Matinee, è stato girato in "Rumble-Rama", un cenno non troppo sottile di Sensurround.
La rock band alternativa Manic Street Preachers fa riferimento a Sensurround nel coro della canzone "Piccoli fiori neri che crescono nel cielo" ("Vuoi uscire, non mi mancherai Sensurround") dall'album del 1996 Everything Must Go.
Kentucky Fried Movie (1979) ha uno schizzo "Ci vediamo mercoledì prossimo" che raffigura il processo Sensurround come "Feel-a-Round", in cui un usciere in uniforme assalta gli spettatori del film.